# Península de Brunswick
Península de Brunswick is een schiereiland in de regio Patagonië in het zuiden van Chili. De oppervlakte van het schiereiland is circa 6300 km2. In het noorden, waar het schiereiland verbonden zit aan het vasteland van Chili, is het schiereiland circa 9 km breed. Richting het zuiden heeft het schiereiland een maximale breedte van 80 kilometer. De lengte van noord naar zuid is circa 115 km. Het zuidelijke punt Cabo Froward is meteen ook het meest zuidelijke punt van het Zuid-Amerikaanse vasteland. 
De enige grote stad op Península de Brunswick is Punta Arenas. Voor de rest is het schiereiland grotendeels onbewoond.